# 紅孔雀毛氈苔
紅孔雀毛氈苔（學名：Drosera paradoxa），為茅膏菜屬的食蟲植物，原生於北領地和西澳，屬多年生草本植物。木質化莖可長到30cm高，葉片直立，並隨著年齡逐漸變成平行，葉炳細長，約2~3cm。捕蟲葉接近圓形，只有2.5~3mm寬，2~3mm長。花梗長20~40cm，開粉紅或白花，每個花序有50~70朵花，花期為7~9月的乾季。
紅孔雀毛氈苔生長於河岸邊的砂石地，砂石上覆蓋著貧瘠的砂質土，3~4月濕季的時候河道氾濫，棲地被湍急的水流淹沒；乾季則可看出植群沿著乾枯的河岸生長，偶爾也可以在砂石的縫隙中發現它們。紅孔雀毛氈苔分布於Kimberley地區西岸及北岸，向內陸延伸到貝弗利普林斯（Beverley Springs）、西澳，東至阿納姆地，北至卡卡杜國家公園。
紅孔雀毛氈苔首次於1997年由澳洲的植物學家艾倫·勞瑞發表在西澳植物標本館的Nuytsia期刊上。此一品種讓學者感到有點困惑：在野外有些成熟的紅孔雀毛氈苔在第二年就被新的實生苗取代，彷彿它們是一年生植株那樣；而有些植群成熟的植株具有木質化莖，植株拉得較高；有些植群則沒有木質化的表現。1993-1997年，學者們在野外進行了一連串的調查，終於搞清楚這些表現其實都是紅孔雀在多年生過程中，從種子、像個針墊的蓮座型植株、具有直立的木質化莖的成熟株，各階段不同的表現而已。紅孔雀毛氈苔的模式標本採集於1996年8月1日，在西澳雷恩河（Wren Creek）近郊往Pantijan的路上，Bachsten河支流處。
命名者勞瑞表示紅孔雀毛氈苔在1997年的植群並沒有保育上的問題。此一品種雖然和 D. petiolaris 很像，但 D. petiolaris 木質化拉長的莖比較明顯，紅孔雀則通常呈現蓮座矮密的狀態。

## 外部連結
维基共享资源上的相關多媒體資源：Drosera paradoxa
- . FloraBase. 西澳政府環境保育局.